# Шахта імені Орджонікідзе
Шахта імені Орджонікідзе — вугільна шахта державної холдингової компанії «Макіїввугілля». Місцерозташування — Червоногвардійський район м. Макіївки.

## Опис
Розробляла пласти коксівного вугілля. Для видобування використовувалася стругова та комбайнова виїмка. Глибина розробок сягала близько 1000 м. Шахтний стовбур — 400 м. Нижче — лебідковий транспорт по похилах для персоналу і конвеєрний для вугілля і гірничої маси. Товщина пластів — від 0,7-0,65 м.
Ліквідована у 2009 р.
Процес ліквідації виконано Державним підприємством Укрвуглеторфреструктуризація.
На шахті працювали Прокопов Василь Іванович (Герой соціалістичної праці, 1957 р.), Білецький Володимир Стефанович (український вчений-гірник, 1976 р.).

## Цікаво
У Криворізькому басейні існує рудовидобувна шахта з ідентичною назвою — див. Шахта імені Орджонікідзе (Кривбас)